# La Donna Gravida
La Donna gravida je název obrazu namalovaného italským renesančním umělcem Raffaelem Santim.
O tomto obraze je známo pouze to, že ho Raffael namaloval mezi lety 1505–1506 během svého florentského působení. Identita těhotné ženy namalované na obraze je neznámá. Podle jejího vzhledu a drahého oblečení, výrazně kontrastujícího s tmavým pozadím, jde zřejmě o ženu z vyšších společenských kruhů, snad ze šlechtické rodiny.
Opět se zde naplno projevil vliv Raffaelova předchůdce Leonarda da Vinci ve stylu prostorového figurativního projevu.